# Antonin Brząkalik
Antonin Brząkalik OFM (ur. 4 marca 1958 w Czerwionce-Leszczynach) – polski franciszkanin, kaznodzieja-rekolekcjonista, prowincjał.

## Życiorys
Antonin Brząkalik należy do górnośląskiej Prowincji Wniebowzięcia NMP Zakonu Braci Mniejszych – Franciszkanów. Studiował filozofię i teologię w Wyższym Seminarium Duchownym Braci Mniejszych w Katowicach. Profesję wieczystą złożył 15 lutego 1986. Święcenia kapłańskie przyjął z rąk ks. abpa Damiana Zimonia 16 maja 1987 w bazylice panewnickiej. Przed wyborem na wikariusza prowincjalnego w 2004 był wieloletnim wychowawcą i mistrzem nowicjatu w Osiecznej i Miejskiej Górce. W 2010 został powtórnie wybrany na urząd wikariusza prowincjalnego. Kapituła prowincjalna w 2013 wybrała go ministrem prowincjalnym, funkcję tę pełnił do 2022.

## Odznaczenia
- Złoty Medal Pielgrzyma Ziemi Świętej (luty 2014)